# 第一次中东战争
第一次中东战争，又稱1947-1949年阿以冲突、以色列獨立戰爭、大災難（英語：1947–1949 Palestine war，羅馬化：Milchemet Ha'Atsma'ut，直译：「独立战争」，羅馬化：al-Nakbah，直译：「大灾难」），是指1947年至1949年的一系列冲突，尤指1948年以色列在巴勒斯坦地區和阿拉伯国家之间发生的大规模战争。經過前面1947-1948年巴勒斯坦託管地內戰促使25萬巴勒斯坦難民流離失所，1948年5月15日英國結束對巴勒斯坦的託管，以色列宣布建國（部分託管地由埃及和外約旦所控制）。使当时的阿拉伯国家联合对以色列发起军事攻击。该次战争中預估有400,000至900,000名巴勒斯坦人逃离家园，戰後也有850,000至900,000名猶太人逃離阿拉伯國家，战争激化了阿拉伯国家和以色列之间的矛盾，以及阿拉伯国家与美英之间的矛盾，从此中东战乱与冲突不断。

## 背景
第一次世界大戰中鄂圖曼帝国战败後，国联授权英法两国临时殖民统治今天土耳其以南的前鄂圖曼各省。这些地区在鄂圖曼帝国时期称为州或者省，在被指派给英法後称为國際聯盟託管地。英法兩国在該地區劃分边界，將該地区分成四部分，其中三部份分別就是今天的伊拉克、叙利亚和黎巴嫩。
第四部份建立起来时叫做“叙利亚南部”，当时的官方名字是巴勒斯坦托管地（羅馬化：filas°ṭiyn，羅馬化：ṗålȩś°ṫiynåh (ʾȩrȩṣ-yiś°råʾel)），英国人重新修订过它的边界。但是按照丘吉尔的意愿这个地区被沿着约旦河分成两个行政区。约旦河以东的部分是外约旦，后来成为约旦王国，而河西区仍然保留原来的名称巴勒斯坦。
1922年时的巴勒斯坦區大概有穆斯林589,200人，犹太人83,800人和基督徒71,500人。然而，这个地区却变成犹太复国主义的中心，渐渐有大量犹太移民涌入，他们大部份是为了逃离在欧洲的迫害。这些移民立即遭到当地阿拉伯人的强烈反对。
在耶路撒冷大穆夫提阿明·侯賽尼的领导下，当地的阿拉伯人反抗英国人。阿拉伯人與猶太人雙方攻击开始于1920年4月耶路撒冷大屠杀和1921年的雅法骚乱。但當時雙方死傷人數大致相同，巴勒斯坦尚且和平。在1929年巴勒斯坦骚乱中，希布伦有67名犹太人遭到殺害，倖存的435位猶太人大都躲在當地阿拉伯家庭中。在1936-1939年巴勒斯坦阿拉伯人起义期间，阿拉伯人的总罢工和抗爭目标既包括英国人也包括犹太人。
1930年代，犹太復國恐怖組織伊爾貢形成。
1939年，英国人发表了1939年白皮书，旨在呼籲共同建立一個巴勒斯坦國，但白皮书激起了犹太人的不滿，猶太復國恐怖攻擊事件頻繁，力圖抗爭英国。
阿明·侯賽尼被英國當局驅逐巴勒斯坦之后，經過數個國家流浪，1941年，在柏林他又找到新的門路，成为纳粹的合作者，负责整个党卫军的新兵招募工作。大穆夫提作出的“不妥协”宣传，加上其对组织和计划的反感，对巴勒斯坦阿拉伯事业来说是灾难性的。雖說如此，巴勒斯坦阿拉伯人大部分還是加入了英軍，對抗軸心國。與此同時，巴勒斯坦託管地的猶太人亦有加入英軍，構成猶太旅之類的部隊。
与此同时，周围许多阿拉伯国家擺脫殖民统治，獨立建國。1946年，哈希姆统治者阿卜杜拉统治下的外约旦从英國統治中独立，尽管仍处在英国的强烈影响下。1936年英埃条约中的条款包括英國延續對苏伊士运河的防卫，但从1945年起，埃及想就这个被視作屈辱的、殘存殖民痕跡的条款與英國谈判。黎巴嫩1943年独立，但是法国军队直到1946年才撤离，也是这一年叙利亚从法国统治下独立。
1945年，由英国倡导，埃及、伊拉克、黎巴嫩、沙烏地阿拉伯、叙利亚、外约旦和也门等国家成立阿拉伯国家联盟来协调阿拉伯国家之间的方针政策。伊拉克和外约旦的方针最接近，签订了互防协议；同时，埃及、叙利亚、黎巴嫩和沙特阿拉伯等国家担心外约旦会部分甚至完全吞并巴勒斯坦，甚至成为攻击或破坏叙利亚、黎巴嫩和汉志的策源地。
1947年11月29日，联合国大会通过一项将巴勒斯坦英国托管地分成两个国家的决议：分別成立一个犹太国家和一个阿拉伯国家。每个国家都由三个主要地区组成，由领土之外的交叉路口连接，再加上一个位于雅法的阿拉伯飞地。大耶路撒冷地区将处在国际组织的控制下。这就是后来非常著名的联合国大会181号决议，犹太人和阿拉伯人都批评这个决议的一些條款。總的來説，犹太民众大部份都欢迎这个方案，而阿拉伯世界以及一些反犹太人的组织则反对这个方案。

## 战争的各个阶段

### 战争前期

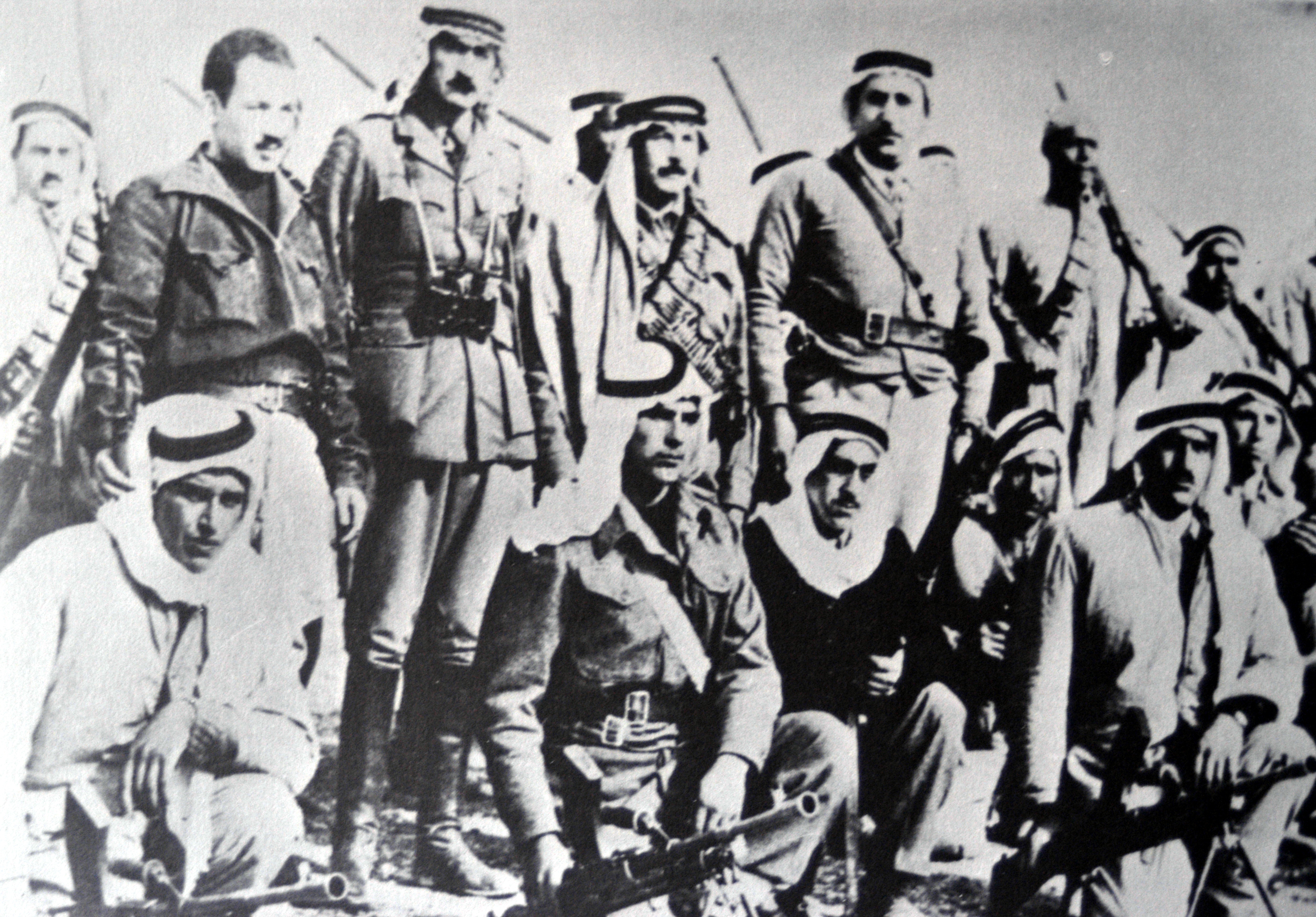
1948年阿拉伯聯合軍

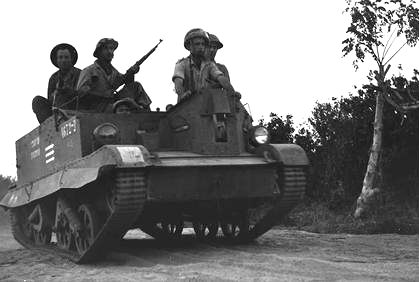
1948年以色列軍布倫車

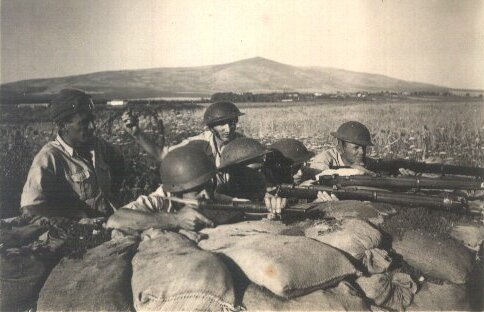
以色列1948年步兵

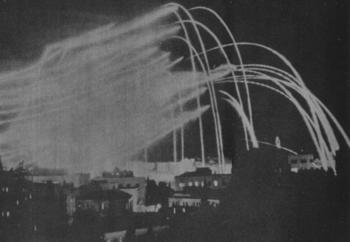
外約旦的火砲攻擊

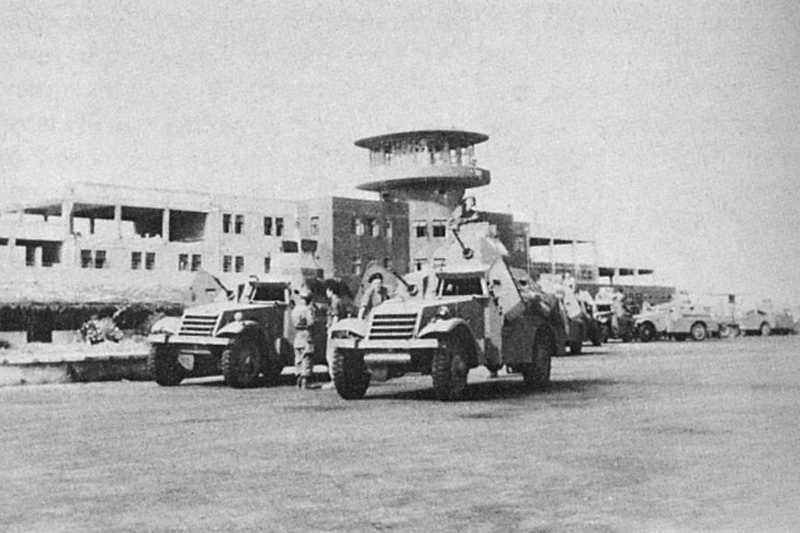
以色列機場防衛隊甲車

聯合國剛剛通過分治方案，在巴勒斯坦地區就爆發了嚴重衝突。英軍駐軍频繁地试图平息這次衝突，但因为英国即将撤出巴勒斯坦，並且受到了逐漸壯大的伊尔贡和莱希這些猶太復國恐怖組織的攻擊，英国的干预既不情愿，也收效甚微。
与此同时，暴力和武装冲突不断爆发，犹太人和阿拉伯人从事狙击、突袭和爆炸，双方都伤亡惨重。1947年11月30日到1948年2月1日间，427名阿拉伯人、381名犹太人和46名英国人被杀，1035名阿拉伯人、725名犹太人和135名英国人受伤。
在分治之后的几个月中，更大的有组织部隊参与武装冲突。1947年12月13日，伊爾貢的24名武裝人員從猶太人城鎮佩塔提克瓦出發，襲擊了一個阿拉伯村莊。襲擊者穿著卡其色制服，乘坐四輛汽車駛入村莊。一組人員向在咖啡館的村民開火，另一組則在房屋內安放炸彈和手榴彈。襲擊中有七名阿拉伯人被殺（其中包括兩名婦女和兩名五歲以下的兒童），另有七人受重傷（其中包括兩名婦女和一名四歲女孩）。襲擊者還向一輛裝甲英國警車開火。
阿拉伯军团12月14日在拜特哈·那巴拉袭击了一支犹太平民公共汽车车队，12月18日，隸屬哈迦拿的基布兹起源武裝派別帕尔玛赫攻擊了一座村庄。三星期后第一支阿拉伯非正规军到達，這其中最大的隊伍是一支志愿军——阿拉伯解放軍，這支隊伍由阿拉伯聯盟創建並由阿拉伯民族主義者亚历山大領導。
阿拉伯人集中力量來切斷連接猶太城鎮以及鄰近一些混居有猶太人的地區的道路。他們還殺死了一些猶太護衛人員。到了三月末，阿拉伯部隊已經完全切斷了從特拉維夫到耶路撒冷的重要道路，這些地區居住着大約六分之一的巴勒斯坦猶太人。
在內戰期間，巴勒斯坦的猶太人和阿拉伯社區衝突持續，由於梅爾夫人籌集了美國同情者捐贈的資金，以及史達林支持猶太復國主義事業的決定，巴勒斯坦的猶太代表能夠在東方簽署非常重要的軍備合約。其他哈加納猶太組織成員回收了第二次世界大戰期間的庫存，這有助於改善軍隊的裝備和後勤。光是猶太機構就撥出2800萬美元用於外國軍火採購。相較之下，巴勒斯坦的阿拉伯高級委員會此時的總預算為225萬美元，相當於哈加納戰前的年度預算而已。
哈迦拿開始用從捷克斯洛伐克獲得的武器，設計一個名為Dalet的計劃（又稱Plan D）。

### 第一阶段：阿拉伯联军发起进攻至第一次停火（1948年5月15日—7月8日）

#### 阿拉伯联军发起第一次进攻
1948年5月15日，以色列依据聯合國大會第181號決議宣布建國。次日凌晨，阿拉伯國家聯盟（七個成員國）共集結軍隊23,500 至 26,500多人，向以色列發起進攻，第一次以阿戰爭爆發。
阿拉伯聯軍中大約1,000人的黎巴嫩部隊、6,000人的敍利亞部隊、4,500人的伊拉克部隊、5,500人的埃及部隊、6,000-9,000人的外約旦部隊以及數量不明的沙烏地阿拉伯和也门部隊共同進攻以色列，一起共同进攻的还有几千名非正规的阿拉伯士兵。
以色列部隊則有29,677人。接下來的幾個月裏，雙方都不斷的投入戰鬥兵力，但是以色列的优势非常明显，因为以色列全国发起总动员，全民皆兵，并且世界各地都有犹太人返回以色列，每月有平均10,300位移民进入以色列。
| 1948年以色列军队 | 1948年以色列军队 |
| ---------------- | ---------------- |
| 初始力量         | 29,677           |
| 6月4日           | 40,825           |
| 7月17日          | 63,586           |
| 10月7日          | 88,033           |
| 10月28日         | 92,275           |
| 12月2日          | 106,900          |
| 12月23日         | 107,652          |
| 12月30日         | 108,300          |

1948年5月26日，以色列政府組建了以色列國防軍，哈加拿、帕尔玛赫以及伊尔贡等武裝組織也加入到以色列國防軍中。
形勢上，阿拉伯聯軍在武器裝備上佔有絕對優勢。1948年5月15日時的火力配置如下：
|                              | 以色列國防軍 | 阿拉伯聯軍 |
| ---------------------------- | ------------ | ---------- |
| 坦克                         | 1輛 无枪     | 40輛       |
| 裝甲車輛（裝備加農炮的）     | 2輛          | 200輛      |
| 裝甲車輛（沒有裝備加農炮的） | 120輛        | 200輛      |
| 火砲                         | 5門          | 140門      |
| AA和AT機槍                   | 24門         | 220門      |
| 固定翼飞行器                 | 0            | 74架       |
| 偵查機                       | 28架         | 57架       |
| 海军（战斗舰艇）             | 3艘          | 12艘       |

由於双方武器装備悬殊，且鄰近阿拉伯国家有训练有素、装备精良的军队加入战斗，国际上普遍猜测阿拉伯世界会取得勝利。二戰時盟军在北非和北欧的指挥官伯纳德·洛·蒙哥马利的看法即為典型的例子，他猜测新建立的以色列国将在两星期内被打败。
但實際上，阿拉伯聯軍，和以色列國防軍相比是處於劣勢的。在二戰時參與作戰的猶太人軍人很多，他們身經百戰，只不過暫時缺少武器裝備；而全世界的猶太人中不乏富商，他們迅速發起慷慨的捐贈，讓以色列有金錢購買武器；另外當時的形势讓猶太人可以輕易購得大量的武器，甚至以色列建國初期的兵力就贏過阿拉伯聯軍。
1948年七月以色列国防军的人數約為6万5千人；到1949年春天增加到11万5千人。阿拉伯聯軍在1948年七月約為4万人，到1948年十月只達到5万5千人，直到1949年春仍沒有太多的增加。對於阿拉伯空軍，也只有十幾架戰鬥機和三到四架轟炸機經歷過戰鬥，其它的都不能投入使用。
1947年11月，所有犹太人的飞机都置于哈加拿航空隊麾下，飞行行动在一个月后从特拉维夫郊外小型民用機場Sde Dov开始，第一次地面支援行动在12月17日发生。1948年3月，加利利空军中队在Yavniel成立，内盖夫空军中队4月在Nir-Am成立。到5月10日，哈加拿航空隊遭受首次战斗损失时，已经有三个飞行单位，一组航空人员，维护设施和后勤支持。战争在5月15日爆发时，哈加納航空隊成为以色列空军，但是在战争的前几周，因为其装备的都是轻型飞机，无法与驾驶T-6德州人教練機、超级马林喷火战斗机、C-47空中火車和Avro Anson的阿拉伯军队匹敌，事实上，阿拉伯的主要损失是英国皇家空军回应埃及5月22日袭击海法附近Ramat David英国空军基地的结果，其中5架超级马林喷火战斗机被击落。就是在此时，空權的平衡开始滑向有利于以色列空军，因为其从捷克斯洛伐克购买了25架Avia S-199，第一架在5月20日到达。第一次对阿拉伯首都的袭击在5月31日至6月1日，三架以色列飞机趁夜轰炸了約旦首都安曼。
在1948年秋，以色列国防军利用僅有的十幾架戰鬥機取得了制空權。同時，以色列国防军也獲得了武器裝備和戰鬥人員方面的優勢，他們中的很多人都經歷過二次世界大戰。
最激烈的戰鬥發生在耶路撒冷以及連接耶路撒冷和特拉維夫之間的道路上，交戰雙方為外約旦軍隊阿拉伯军团和以色列軍隊。阿卜杜拉國王命令外約旦部隊指揮官古鲁伯·帕夏，在5月17日進入耶路撒冷，於是在5月19日至28日期間爆發了激烈巷戰，最終以色列部隊被趕出了耶路撒冷的阿拉伯地区和老城的犹太地区。伊拉克部隊沒有能攻佔幾個猶太定居點，其中著名的一場戰鬥發生在Mishmar Haemek，並且在傑寧、納布盧斯和圖勒凱爾姆周圍也被迫轉入防禦。
北部，敍利亞軍隊在Degania基布兹遭遇阻擊，這裡的猶太定居者只用輕武器就阻止了敍利亞裝甲部隊的前進。一輛被汽油彈摧毀的坦克現在仍留在基布兹裏。之後，定居者又用一些從19世紀博物館裏找到的零件組裝了一門應急的加農炮，使得敍利亞军队不得不撤出了這個基布兹。
在接下來的幾個月裏，敍利亞軍隊不斷遭到反擊，其他巴勒斯坦遊擊隊和阿拉伯聯軍也是如此。
在南部，埃及軍隊的進攻撕開了一些以色列基布兹的防綫，但損失慘重。進攻在阿什杜德附近停滯。與此同時，以色列軍隊不僅控制了自己的領土，而且擴展了控制範圍。

#### 第一次停火：1948年6月11日－1948年7月8日
聯合國在1948年5月29日宣佈了一項停戰協議，它于6月11日生效並持續28天。這次停火由聯合國調停員福克·伯纳多特負責監督。同時對交戰雙方實施武器禁運以確保他們遵守停戰協議。停火期間阿拉伯方面沒有取得更多急需武器，并產生內部糾紛，而以色列方面則違反停火令，設法從捷克斯洛伐克等等多國獲得了違法武器裝備。在停戰協議有效期結束之前，福克·伯纳多特提出了一項新的土地分割計劃，即將加利利地區划給猶太人，將内蓋夫地區划給阿拉伯人，但是以阿雙方都拒絕了這一計劃。7月8日，埃及恢復開戰，這場戰爭又重新開始。

### 第二阶段：以军的第一次进攻至第二次停火（1948年7月9日—10月15日）
1948年7月9日，得益於停火令的以色列军队向阿拉伯军队发动攻击，这次进攻名为“十天进攻”，至7月18日结束。阿拉伯国家由于内部分歧，没有统一的军事计划，一开始就处于被动地位。以军則作足了准备，於全境确立了统一的军事领导和指挥机构。在北线，7月15日—16日，以军2个营利用夜间实施突袭，占领了沙德阿姆尔和拿撒勒，并进而夺取了整个加利利地区。

#### 第二次停火：1948年7月18日－1948年10月15日
1948年7月18日，联合国关于阿以停火令生效。两次停火间為這年夏天氣溫最高的十天，以色列方面開始轉入進攻，而阿拉伯軍隊則轉入了防禦。以色列軍隊實施了三次大規模進攻行動，這些行動都是在停火期間精心籌劃的。其中最重要的一次進攻是Dani行動，其目的是通過佔據沿途城市盧德以及拉姆拉來擴大連接耶路撒冷和特拉維夫之間的通道並確保其安全。佔領這些城市後，以色列國防軍驅逐了這些地方的居民，其中包括5万巴勒斯坦人，這是戰爭中最嚴重的一次驅逐行動。
計劃的行動第二階段目標，俯瞰耶路撒冷的防御点拉通和拉姆安拉市也被攻佔。
以色列籌劃的第二波進攻是Dekel行動（Operation Dekel），其目的是佔領包括耶穌故鄉拿撒勒的下加利利地區。第三個計劃為Kedem行動，將動用較少的資源來確保耶路撒冷老城的安全。（進攻示意圖）

### 第三阶段：以军的第二次进攻至战争结束（1948年10月15日—1949年3月）
1948年10月15日，以色列军队破坏停火令，向阿拉伯军队发起进攻。1949年1月7日埃及要求停战，以色列同意了埃及的要求，双方停止了战斗。

### 阿以停战协定的签订
埃及在军事失利的情况下，于1949年2月24日，在希腊罗德岛签订停战协定。外约旦于3月2日同以色列签订停战协定。伊拉克拒绝和以色列谈判，但表示遵守以约协定。

## 有關人物
- 伊加爾·阿隆
- 阿里埃勒·沙龙
- 大卫·本-古理安
- 福克·伯納多特伯爵

## 外部連結
- 東耶路撒冷、加沙地帶及約旦河西岸的法律地位
- 以色列獨立戰爭
- United Nations: System on the Question of Palestine （页面存档备份，存于）
- Palestinian viewpoint
- Israeli viewpoint （页面存档备份，存于）
- PLO position
- Christian Zionist viewpoint （页面存档备份，存于）
- World Zionist Organisation
- The BBC on the UN Partition Plan （页面存档备份，存于）
- The BBC on the Formation of Israel （页面存档备份，存于）
- Maps
- Maps
- Encounter
- Maps 1
- Maps 2
- Israeli perspective
- Palestinian perspective （页面存档备份，存于）
- Myths and Facts （页面存档备份，存于）
- Interview with Israeli historian Benny Morris

### 地图
- Zionist military operations outside the UN-proposed Jewish state December 1947 - May 14, 1948 （页面存档备份，存于）
- Zionist military operations inside the UN-proposed Jewish state December 1947 - May 14, 1948 （页面存档备份，存于）
- Area controlled by Israel when independence was declared （页面存档备份，存于）
- Arab invasion May 15, 1948
- Israeli military operations May 15 - 11 June, 1948 （页面存档备份，存于）
- Israeli military operations July 8 - 18, 1948
- Israeli military operations July 18, 1948 - November 1948 （页面存档备份，存于）
- Operation AYIN December 22, 1948 - January 7, 1949 （页面存档备份，存于）